# Сід Абель
Сід Абель (англ. Sid Abel, 22 лютого 1918, Мелвілл — 8 лютого 2000, Фармінгтон-Гіллс) — канадський хокеїст, що грав на позиції центрального нападника. Згодом — хокейний тренер.
Член Зали слави хокею з 1969 року. Володар Кубка Стенлі. Провів понад 700 матчів у Національній хокейній лізі.

## Ігрова кар'єра
Хокейну кар'єру розпочав 1936 року.

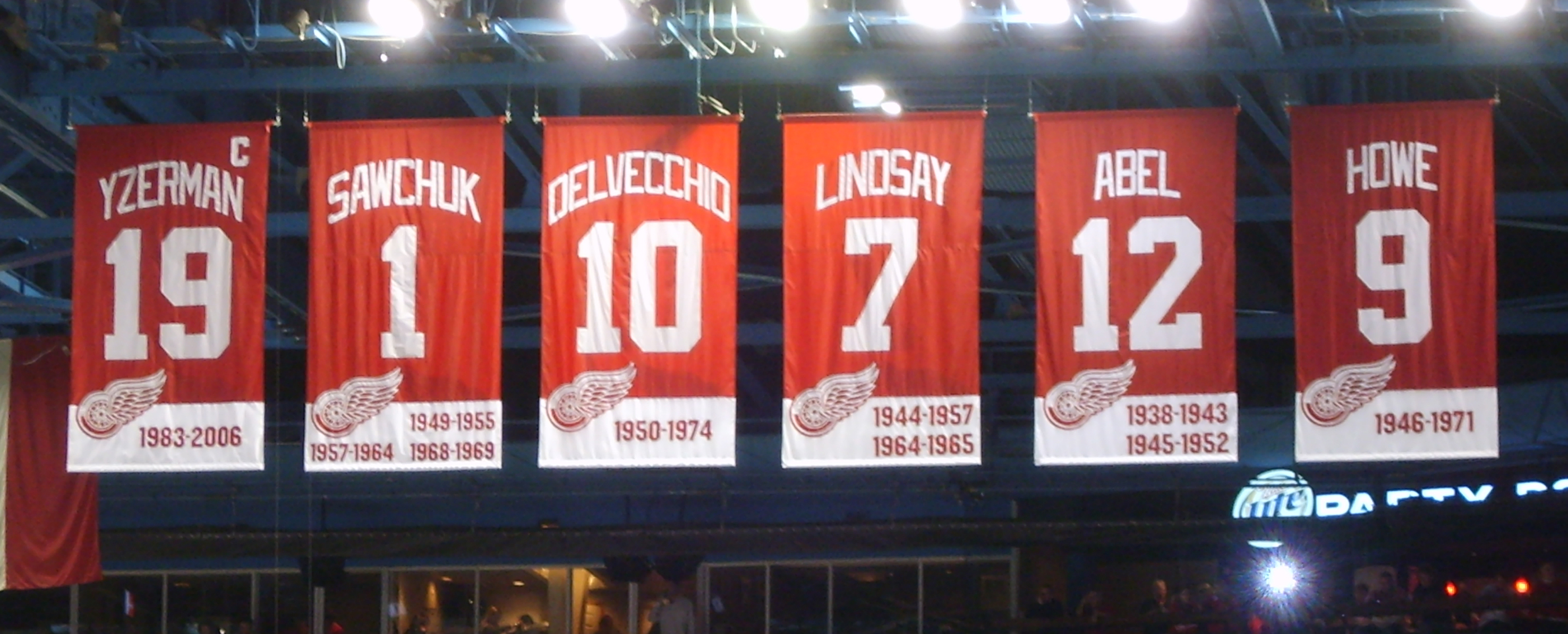
Банер з 12 номером Абеля.

Протягом професійної клубної ігрової кар'єри, що тривала 17 років, захищав кольори команд «Детройт Ред-Вінгс», «Чикаго Блек Гокс», «Піттсбург Горнетс» та «Індіанаполіс Кепіталс».
У складі «червоних крил» досяг найбільших успіхів в НХЛ здобувши три Кубка Стенлі, за ним також навічно закріпили ігровий № 12 «Детройта».
Загалом провів 709 матчів у НХЛ, включаючи 97 ігор плей-оф Кубка Стенлі.

## Тренерська робота
1952 року розпочав тренерську роботу в НХЛ. Працював з командами «Чикаго Блек Гокс», «Детройт Ред-Вінгс», «Канзас-Сіті Скаутс» та «Сент-Луїс Блюз».
З своїм рідним клубом «Детройт Ред-Вінгс», як тренер також досяг найбільших успіхів, пропрацювавши дванадцять сезонів головним тренером чотири рази виводив «крила» до фіналу Кубка Стенлі.
З 1970 по 80-і роки працював коментатором на матчах «Детройту».

## Нагороди та досягнення
- Володар Кубка Стенлі в складі «Детройт Ред-Вінгс» — 1943, 1950, 1952.
- Перша команда всіх зірок НХЛ — 1949, 1950.
- Друга команда всіх зірок НХЛ — 1942, 1951.
- Пам'ятний трофей Гарта — 1949.

Входить до числа 100 найкращих гравців НХЛ за версією журналу The Hockey News під 85-м номером.

## Статистика
| Сезон        | Клуб                    | Ліга         | Регулярний сезон | Регулярний сезон | Регулярний сезон | Регулярний сезон | Регулярний сезон | Плей-оф | Плей-оф | Плей-оф | Плей-оф | Плей-оф |
| Сезон        | Клуб                    | Ліга         | І                | Г                | П                | О                | ШХ               | І       | Г       | П       | О       | ШХ      |
| ------------ | ----------------------- | ------------ | ---------------- | ---------------- | ---------------- | ---------------- | ---------------- | ------- | ------- | ------- | ------- | ------- |
| 1936–37      | «Melville Millionaires» | S-SJHL       | —                | —                | —                | —                | —                | —       | —       | —       | —       | —       |
| 1936–37      | «Саскатун Веслі»        | N-SJHL       | —                | —                | —                | —                | —                | 3       | 6       | 2       | 8       | 2       |
| 1936–37      | «Саскатун Веслі»        | МК           | —                | —                | —                | —                | —                | 8       | 8       | 5       | 13      | 6       |
| 1937–38      | «Флін-Флон Бомберс»     | N-SSHL       | 23               | 12               | 16               | 28               | 13               | 8       | 4       | 4       | 8       | 17      |
| 1937–38      | «Флін-Флон Бомберс»     | Кубок Аллана | —                | —                | —                | —                | —                | 7       | 6       | 1       | 7       | 4       |
| 1938–39      | «Детройт Ред-Вінгс»     | НХЛ          | 15               | 1                | 1                | 2                | 0                | 6       | 1       | 1       | 2       | 2       |
| 1938–39      | «Піттсбург Горнетс»     | ІАХЛ         | 41               | 22               | 24               | 46               | 27               | —       | —       | —       | —       | —       |
| 1939–40      | «Детройт Ред-Вінгс»     | НХЛ          | 24               | 1                | 5                | 6                | 4                | 5       | 0       | 3       | 3       | 21      |
| 1939–40      | «Індіанаполіс Кепіталс» | ІАХЛ         | 21               | 7                | 11               | 18               | 10               | —       | —       | —       | —       | —       |
| 1940–41      | «Детройт Ред-Вінгс»     | НХЛ          | 47               | 11               | 22               | 33               | 29               | 9       | 2       | 2       | 4       | 2       |
| 1941–42      | «Детройт Ред-Вінгс»     | НХЛ          | 48               | 18               | 31               | 49               | 45               | 12      | 4       | 2       | 6       | 8       |
| 1942–43      | «Детройт Ред-Вінгс»     | НХЛ          | 49               | 18               | 24               | 42               | 33               | 10      | 5       | 8       | 13      | 4       |
| 1943–44      | Монреаль РКАФ           | QSHL         | 7                | 5                | 4                | 9                | 12               | —       | —       | —       | —       | —       |
| 1943–44      | Монреаль Канада Кар     | MCHL         | 2                | 1                | 0                | 1                | 4                | —       | —       | —       | —       | —       |
| 1944–45      | Монреаль РКАФ           | MCHL         | 4                | 6                | 8                | 14               | 4                | —       | —       | —       | —       | —       |
| 1944–45      | «Лашин Рапідс»          | QPHL         | 2                | 2                | 2                | 4                | 2                | —       | —       | —       | —       | —       |
| 1944–45      | Кінгстон РКАФ           | Exhib.       | 2                | 2                | 1                | 3                | 0                | —       | —       | —       | —       | —       |
| 1945–46      | «Детройт Ред-Вінгс»     | НХЛ          | 7                | 0                | 2                | 2                | 0                | 3       | 0       | 0       | 0       | 0       |
| 1946–47      | «Детройт Ред-Вінгс»     | НХЛ          | 60               | 19               | 29               | 48               | 29               | 3       | 1       | 1       | 2       | 2       |
| 1947–48      | «Детройт Ред-Вінгс»     | НХЛ          | 60               | 14               | 30               | 44               | 69               | 10      | 0       | 3       | 3       | 16      |
| 1948–49      | «Детройт Ред-Вінгс»     | НХЛ          | 60               | 28               | 26               | 54               | 49               | 11      | 3       | 3       | 6       | 6       |
| 1949–50      | «Детройт Ред-Вінгс»     | НХЛ          | 69               | 34               | 35               | 69               | 46               | 14      | 6       | 2       | 8       | 6       |
| 1950–51      | «Детройт Ред-Вінгс»     | НХЛ          | 69               | 23               | 38               | 61               | 30               | 6       | 4       | 3       | 7       | 0       |
| 1951–52      | «Детройт Ред-Вінгс»     | НХЛ          | 62               | 17               | 36               | 53               | 32               | 7       | 2       | 2       | 4       | 12      |
| 1952–53      | «Чикаго Блек Гокс»      | НХЛ          | 39               | 5                | 4                | 9                | 6                | 1       | 0       | 0       | 0       | 0       |
| 1953–54      | «Чикаго Блек Гокс»      | НХЛ          | 3                | 0                | 0                | 0                | 4                | —       | —       | —       | —       | —       |
| Усього в НХЛ | Усього в НХЛ            | Усього в НХЛ | 612              | 189              | 283              | 472              | 376              | 97      | 28      | 30      | 58      | 79      |

## Тренерська статистика
| Команда | Сезон   | Регулярний сезон | Регулярний сезон | Регулярний сезон | Регулярний сезон | Регулярний сезон | Регулярний сезон | Плей-оф                       |
| Команда | Сезон   | І                | В                | П                | Н                | О                | Місце            | Результат                     |
| ------- | ------- | ---------------- | ---------------- | ---------------- | ---------------- | ---------------- | ---------------- | ----------------------------- |
| ЧИК     | 1952–53 | 70               | 27               | 28               | 15               | 69               | 4-е in НХЛ       | програш у першому раунді      |
| ЧИК     | 1953–54 | 70               | 12               | 51               | 7                | 31               | 6-те в НХЛ       | не вийшли                     |
| ДЕТ     | 1957–58 | 33               | 16               | 12               | 5                | 37               | 3-тє в НХЛ       | програш у першому раунді      |
| ДЕТ     | 1958–59 | 70               | 25               | 37               | 8                | 58               | 6-те в НХЛ       | не вийшли                     |
| ДЕТ     | 1959–60 | 70               | 26               | 29               | 15               | 67               | 4-те в НХЛ       | програш у першому раунді      |
| ДЕТ     | 1960–61 | 70               | 25               | 29               | 16               | 66               | 4-те в НХЛ       | Поразка у фіналі Кубка Стенлі |
| ДЕТ     | 1961–62 | 70               | 23               | 33               | 14               | 60               | 5-те в НХЛ       | не вийшли                     |
| ДЕТ     | 1962–63 | 70               | 32               | 25               | 13               | 77               | 4-те в НХЛ       | Поразка у фіналі Кубка Стенлі |
| ДЕТ     | 1963–64 | 70               | 30               | 29               | 11               | 71               | 4-те в НХЛ       | Поразка у фіналі Кубка Стенлі |
| ДЕТ     | 1964–65 | 70               | 40               | 23               | 7                | 87               | 1-ше в НХЛ       | програш у першому раунді      |
| ДЕТ     | 1965–66 | 70               | 31               | 27               | 12               | 74               | 4-те в НХЛ       | Поразка у фіналі Кубка Стенлі |
| ДЕТ     | 1966–67 | 70               | 27               | 39               | 4                | 58               | 5-те в НХЛ       | не вийшли                     |
| ДЕТ     | 1967–68 | 74               | 27               | 35               | 12               | 66               | 5-е на Сході     | не вийшли                     |
| ДЕТ     | 1969–70 | 74               | 38               | 21               | 15               | 91               | 3-є на Сході     | Поразка в першому раунді      |
| СТЛ     | 1971–72 | 10               | 3                | 6                | 1                | 7                | 3-є на Заході    | звільнений                    |
| KC      | 1975–76 | 3                | 0                | 3                | 0                | 0                | 5-е в ДС         | виконувач обов'язків          |
| Усього  | Усього  | 964              | 382              | 427              | 155              | 919              |                  |                               |